# Jeanne d'Arc (1899)
Pour les articles homonymes, voir Jeanne d'Arc (homonymie).
Pour les autres navires du même nom, voir Jeanne d'Arc (navire).

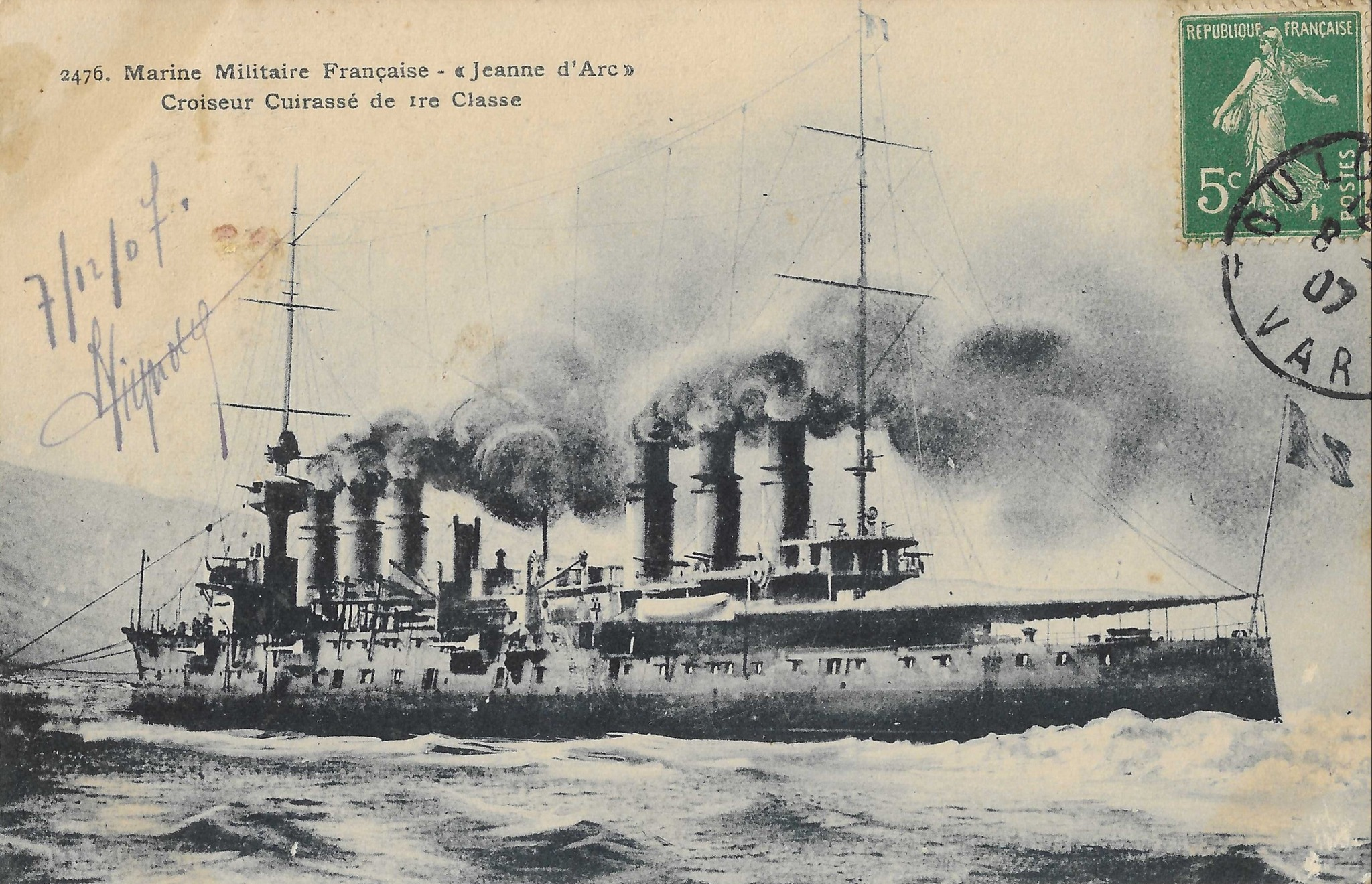
ancienne carte postale

Le croiseur cuirassé Jeanne d'Arc, construit en 1895 d'après les plans de Louis-Émile Bertin, fut à son époque le plus grand et plus puissant bâtiment de la marine française. Il fut lancé en 1902 du chantier naval du Mourillon à Toulon. Son blindage de ceinture, de passerelles et tourelles était de 150 mm.

## Histoire

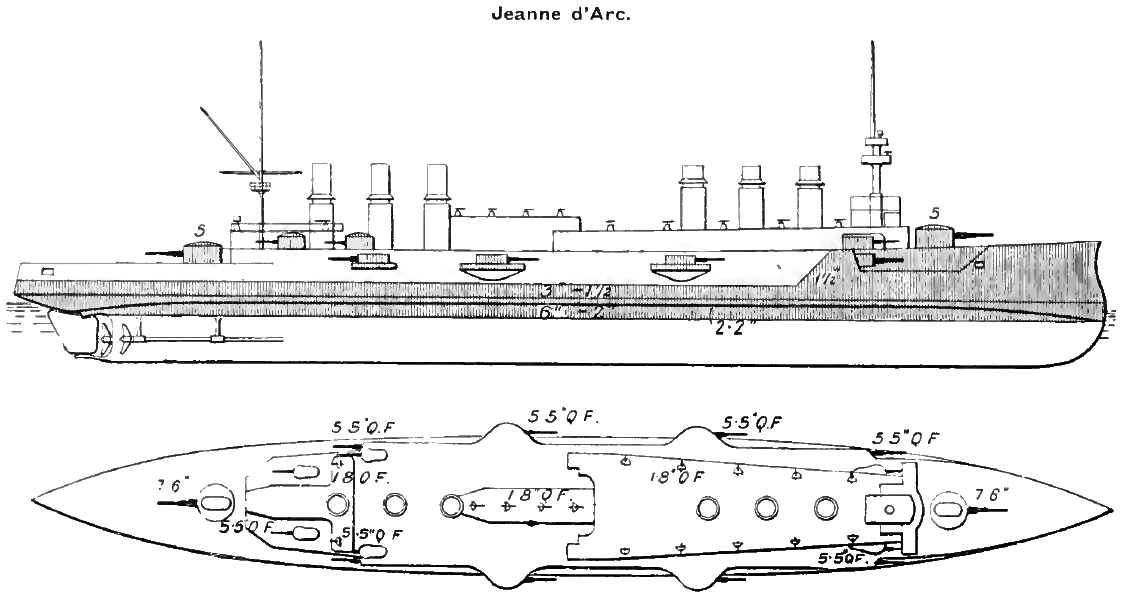
Schéma du croiseur Jeanne d'Arc

En 1903, le Jeanne d'Arc transporte le président de la République française Émile Loubet en Algérie. En 1912, elle remplace le croiseur Duguay-Trouin comme navire-école d'application de l'École navale
Pendant la première guerre mondiale, elle est intégrée dans la 2e escadre légère de l'Atlantique dès 1914. En 1915, elle  rejoint la 3e escadre de croiseurs de Méditerranée à Port-Saïd, pour effectuer les patrouilles du détroit des Dardanelles, la défense du canal de Suez. Elle participe avec le Jauréguiberry à l'occupation de la Syrie et de l'Anatolie. En 1918, elle escorte les troupes américaines venant combattre en France.
En 1919, il reprend sa mission de navire-école, et désarme à Brest en 1928, après 9 campagnes d'application des élèves officiers de l'Ecole navale. Désarmé, il prend le nom de Jeanne d'Arc II. En 1933, il est rayé des effectifs de la flotte et vendu au chantier du Bon Sacré de La Seyne-sur-Mer. En 1934, il est remorqué de Brest à Toulon par le remorqueur Abeille 22 et démantelé.

## Commandants
- Louis Joseph Pivet (1855-1924), en 1903
- Louis Dartige du Fournet (1856-1940) en 1915
- Eugène Charles Jolivet (1868-1926), de 1919 à 1921
- André Marquis (1883-1957), de 1931 à 1933

## Personnalités ayant servi sur le navire
- François Drogou (1904-1940), Compagnon de la Libération.
- Marcel Henri Alphonse Fontaine (1900-1942), élève en 1918-1919, puis en 1927 école d'application des enseignes de vaisseau. Mort pour la France le 6 mai 1942.
- Pierre de Parseval, EV en 1927
- Georges Rossignol (1911-1942), Compagnon de la Libération.